# Oktoberstormhatt
Oktoberstormhatt (Aconitum carmichaelii) är en art i familjen ranunkelväxter från centrala och östra Kina. Den odlas i Sverige som trädgårdsväxt och uppskattas för sin sena blomning. Hela växten är giftig.